# 모리모토 다카유키
모리모토 다카유키(일본어: 森本 貴幸, 1988년 5월 7일 ~ )는 일본의 전직 축구 선수이다.

## 클럽 경력

### 유소년기
가나가와현 가와사키시에서 태어난 모리모토 다카유키는, 1995년 쓰다야마 FC에서 축구를 시작하였다. 1998년 요미우리 FC로 유소년 팀을 옮겼다.

### 도쿄 베르디
도쿄 베르디 소속이었던 2004년 3월 13일, 주빌로 이와타를 상대로 데뷔전을 치른 그는, 이 경기에서 J리그 사상 최연소 출장 기록인 15세 10개월 6일을 기록하였다. 데뷔전 이후 계속해서 경기 도중에 투입되었던 모리모토는 5월 5일, 제프 유나이티드 이치하라를 상대로 J리그 데뷔골을 기록해 J리그 최연소 득점 기록인 15세 11개월 28일을 수립하였고, 시즌 종료까지 총 네 골을 넣어 같은 해 J리그 최우수 신인상을 획득해 J리그 사상 최연소 수상 기록도 갈아치웠다.
2005년 3월에는 가와사키 프론탈레와의 나비스코컵 예선 경기에서 나비스코컵 사상 최연소 골을 기록하였고, 팀의 성적 부진으로 J2리그에서의 선수 생활도 경험하였다.

### 해외 진출

#### 칼초 카타니아
2006년 7월에는 이탈리아 세리에 A로 승격한 칼초 카타니아로 이적하였고, 이적 후에는 장기간 동안 유스 리그 경기에 출장하였지만, 뛰어난 활약으로 아스콜리와의 경기에서 세리에 A에서의 첫 경기를 치렀다.
2007년 1월 28일 아탈란타 BC와의 경기에서 후반 종료 직전에 출장해 세리에 A 무대에서의 첫 골을 넣었다. 그러나 3월 13일 무릎 부상을 당하며, 6개월 동안 치료를 받게 되었다. 그럼에도 불구하고, 카타니아는 모리모토의 재능을 높게 판단하여 6월에 완전 이적이 이행되었다. 2008년 12월 14일 카타니아는 모리모토와 3년 계약 연장에 합의하였다. 2008-09 시즌 모리모토는 리그와 코파 이탈리아에서 25경기에 출장하여 10골을 기록하였다. 그러나 모리모토는 무릎 부상의 때때로 그의 발목을 잡았으며, 2009-10 시즌 5골을, 2010-11 시즌에는 2골을 기록하였다.

#### 노바라 칼초
2011년 7월 11일, 카타니아로부터 공동 소유권을 받으며, 세리에 A로 갓 승격한 노바라 칼초로 이적하였다. 그러나 여전히 무릎 부상으로부터 자유롭지 않았던 모리모토는 18경기에 출장하여 4골을 기록하는 데에 그쳤다. 노바라는 2011-12 시즌 18위를 기록하며 강등되었고, 모리모토는 카타니아로 돌아가게 되었다.

#### 알나스르
2013년 1월 그는 겨울이적시장에서 아랍에미리트의 알나스르로 임대되면서, 일본인 중동 선수 1호가 되었다. 모리모토는 2012-13 시즌 13경기에 출전하여 6골을 기록하였다.

### J리그 복귀
2013년 8월 13일자로 일본 J2리그의 제프 유나이티드로 이적하였다.
2015년 12월 24 모리모토는 가와사키 프론탈레와 2년 계약을 맺고 이적하였다.

## 국가대표팀 경력
그는 2005년 FIFA 세계 청소년 축구 선수권 대회에 참가할 일본 U-20 국가대표팀에 발탁되었으며, 4경기에 출전했다.
그는 2008년 하계 올림픽에 참가할 일본 U-23 국가대표팀에 발탁되었으며, 2경기에 출전했다.
그는 2009년 10월 10일 스코틀랜드과의 경기에서 일본 국가대표팀에 데뷔했다. 2010년에 발표된 2010년 FIFA 월드컵 국가대표팀 최종 엔트리 23인에 포함되었다. 그는 2012년까지 국제 A매치 통산 10경기에 출전, 3득점을 넣었다.

## 통계
| 일본 | 일본 | 일본 |
| 연도 | 출전 | 득점 |
| ---- | ---- | ---- |
| 2009 | 2    | 1    |
| 2010 | 7    | 2    |
| 2011 | 0    | 0    |
| 2012 | 1    | 0    |
| 통산 | 10   | 3    |

## 수상 내역

### 클럽

#### 도쿄 베르디 1969
- 천황배 (1) : 2004
- J리그 슈퍼컵 (1) :2005

### 개인
- J리그 올해의 루키 : 2004
- 맨체스터 유나이티드 프리미어컵 MVP : 2003